# Juan José Omella
Juan José Omella y Omella (Cretas, 21. travnja 1946.) španjolski je prelat Katoličke Crkve. Služi kao nadbiskup Barcelone od postavljenja 26. prosinca 2015., a kao kardinal od 28. lipnja 2017. Bio je predsjednik Biskupske konferencije Španjolske od 2020. do 2024. godine.
Papa Franjo ga je 7. ožujka 2023. imenovao u Vijeće kardinala savjetnika.